# 바이킹 배 박물관 (로스킬레)
바이킹 배 박물관(덴마크어: Vikingeskibsmuseet)은 덴마크 로스킬레에 위치한 해양 박물관이다. 관내에는 스쿨델레브 배라는 이름의 다섯 개의 바이킹 배 본체가 남아 있다. 스쿨델레브 배는 박물관의 주요 볼거리지만, 다양한 임시 전시회도 여기서 열린다.

## 같이 보기
- 국립박물관 (덴마크)
- 바이킹 배 박물관 (오슬로)